# Igor Șafarevici
Igor Rostislavovici Șafarevici (rusă: Игорь Ростиславович Шафаревич; n. 3 iunie 1923, Jîtomîr, RSS Ucraineană, URSS – d. 19 februarie 2017, Moscova, Rusia) a fost un matematician sovietic și rus, fondatorul școlii de teorie algebrică a numerelor și celei de geometrie algebrică din Uniunea Sovietică, precum și scriitor politic.